# Possadka
Possadka (russisch Посадка) ist ein Weiler (chutor) in der Oblast Kursk in Russland. Er gehört zum Rajon Chomutowka und zur Landgemeinde (selskoje posselenije) Salnowski selsowjet.

## Geographie
Der Ort liegt gut 122 km Luftlinie nordwestlich des Oblastverwaltungszentrums Kursk im südwestlichen Teil der Mittelrussischen Platte, 7,5 km nordwestlich des Rajonverwaltungszentrums Chomutowka, 2,5 km vom Sitz des Dorfsowjet – Salnoje, 13,5 km von der Grenze zwischen Russland und der Ukraine, am Fluss Gorkaja Jablonja (Nebenfluss des Sew).

### Klima
Das Klima im Ort ist wie im Rest des Rajons kalt und gemäßigt. Es gibt während des Jahres eine erhebliche Niederschlagsmenge. Dfb lautet die Klassifikation des Klimas nach Köppen und Geiger.

## Bevölkerungsentwicklung
| Jahr | Einwohner |
| ---- | --------- |
| 2002 | 30        |
| 2010 | 17        |

Anmerkung: Volkszählungsdaten

## Verkehr
Possadka liegt 0,5 km von der Fernstraße föderaler Bedeutung M3 Ukraina (Moskau – Kaluga – Brjansk – Grenze zur Ukraine), 3,5 km von der Fernstraße A 142 (Trosna – M3 Ukraina), 4 km von der Straße regionaler Bedeutung 38K-034 (А142 – Kalinowka – M3 Ukraina), 7 km von der Straße interkommunaler Bedeutung 38N-668 (M3 Ukraina – Prilepy – Obschi), an der Straße 38N-669 (M3 Ukraina – Salnoje) und 44,5 km vom nächsten Bahnhof Dmitrijew-Lgowskij (Eisenbahnstrecke Nawlja – Lgow-Kijewskij) entfernt.
Der Ort liegt 209 km vom internationalen Flughafen von Belgorod entfernt.